# نهر اللعويسية
نهر اللعويسية هو أحد انهار العراق الصغيرة يقع في قضاء الفهود بمدينة الناصرية مركز محافظة ذي قار جنوب العراق، وتفرغ اهوار الفهود مياهها في بحيرة الحمار بواسطة نهر اللعويسية ونهر أبو لحية .